# Jorge Zaffino
Jorge Rubén Zaffino (13 de junio de 1959 – 12 de julio de 2002) fue un dibujante e historietista argentino.

## Biografía
Su carrera como historietista inició a los 16 años, como ayudante de dibujante en la editorial argentina Record, donde trabajó en clásicos como Nippur de Lagash. Hacia fines de los 70, empieza su etapa en la otra gran editorial de aquella época, Columba, donde dibuja Wolf, con guion de Robin Wood.
A mediados de la década de 1980, viaja a los Estados Unidos y muestra carpetas con sus trabajos en las grandes editoriales. El guionista Chuck Dixon se contacta y le envía una idea, que se convertiría en Winter World, la primera colaboración para los EE. UU.
Si bien su incursión en el mercado norteamericano fue relativamente breve, para gran número de sus colegas tuvo una gran influencia en la historieta. En este país es ampliamente conocido por sus novelas gráficas de Punisher, Kingdom Gone y Assassin's Guild, para la editorial Marvel Comics. También realizó The Savage Sword of Conan, Terror Inc., Clive Barker's Hellraiser (basada en el film homónimo), The 'Nam (también para Marvel) y Winter World para Eclipse Comics.

## Obra
- Nippur de Lagash
- Tierra de Elfos
- Wolf
- Winter World
- Punisher. Assassin’s Guild (1988)
- Punisher. Kingdom Gone (1990)
- Hoover (con guion de Carlos Trillo)
- Hellraiser. The Vault (escrito por Marc McLaurin)
- Hellraiser. La absolución del diablo (escrito por R.J.M. Lofficier)
- Conan. El Dios Cornudo (escrito por Chuck Dixon)
- Seven Block (escrito por Chuck Dixon - 1990)
- Terror Inc.
- Batman: Black and White # 2. Los Hijos del Diablo (con guion de Chuck Dixon)